# Grevesmühlen
Grevesmühlen – miasto w Niemczech, w Meklemburgii-Pomorzu Przednim, w powiecie Nordwestmecklenburg, siedziba Związku Gmin Grevesmühlen-Land. Do 3 września 2011 siedziba tego powiatu. 31 grudnia 2008 r. miasto liczyło 10 815 mieszkańców. od 25 maja 2014 siedziba gminy Stepenitztal.

## Toponimia
Nazwa poświadczona w najstarszych dokumentach w formie Gnewesmulne (1230), Gnewismulne (1237), Gnewesmolen (1272). W późniejszym okresie głoska n przeszła w r, co poświadcza zapisana w 1362 roku nazwa Greuesmolen. Pierwszy człon nazwy miasta ma pochodzenie słowiańskie, od połabskiego imienia własnego *Gnev, do którego dodano dolnoniemiecki człon mol(n)e „młyn”.

## Osoby urodzone w Grevesmühlen
- Carsten Jancker – niemiecki piłkarz
- Astrid Kumbernuss – niemiecka kulomiotka
- Jens Voigt – niemiecki kolarz szosowy
- Wolfgang Warnemünde – niemiecki lekkoatleta, dyskobol